# Готшалк II фон Пирмонт
Готшалк II фон Пирмонт (на немски: Gottschalk II von Pyrmont; на латински: Godescalcus comes de Perremunt; * пр. 1222/пр. 1239; † между 30 юли 1258 и 2 юни 1262) от рода на графовете на Шваленберг, е граф на Графство Пирмонт.

## Биография
Той е син на граф Готшалк I фон Пирмонт († сл. 1247) и съпругата му Кунигунда фон Холте († сл. 1239), дъщеря на граф Конрад I фон Роде-Лимер († сл. 1200) и Кунигунда фон Хаген († сл. 1195). Сестра му Кунигунда († 1256) е омъжена пр. 1216 г. за граф Лудолф II фон Халермунд († 1256).
Той, и синовете му също, прави дарения на манастир Мариенмюнстер.

## Фамилия
Готшалк II фон Пирмонт се жени за графиня Беатрикс фон Халермунд († сл. 1272), заварена дъщеря на сестра му Кунигунда и дъщеря на граф Лудолф II фон Халермунд († 1256) и първата му съпруга с неизвестно име. Те имат пет деца:
- Готшалк III фон Пирмонт († сл. 1279), граф на Пирмонт
- Херман II фон Пирмонт († сл. 25 ноември 1328), граф на Пирмонт, женен пр. 1 май 1306 г. за Луитгард фон Шваленберг († сл. 14 септември 1317), дъщеря на граф Албрехт I фон Шваленберг († 1317) и Юта фон Росдорф († 1305)
- Хилдеболд фон Пирмонт († сл. 25 ноември 1317), граф на Пирмонт
- Аделхайд фон Пирмонт († сл. 1246), монахиня в Бренкхаузен
- Кунигунда фон Пирмонт († сл. 1246), монахиня в Бренкхаузен